# Sint-Lambertuskerk (Gemonde)

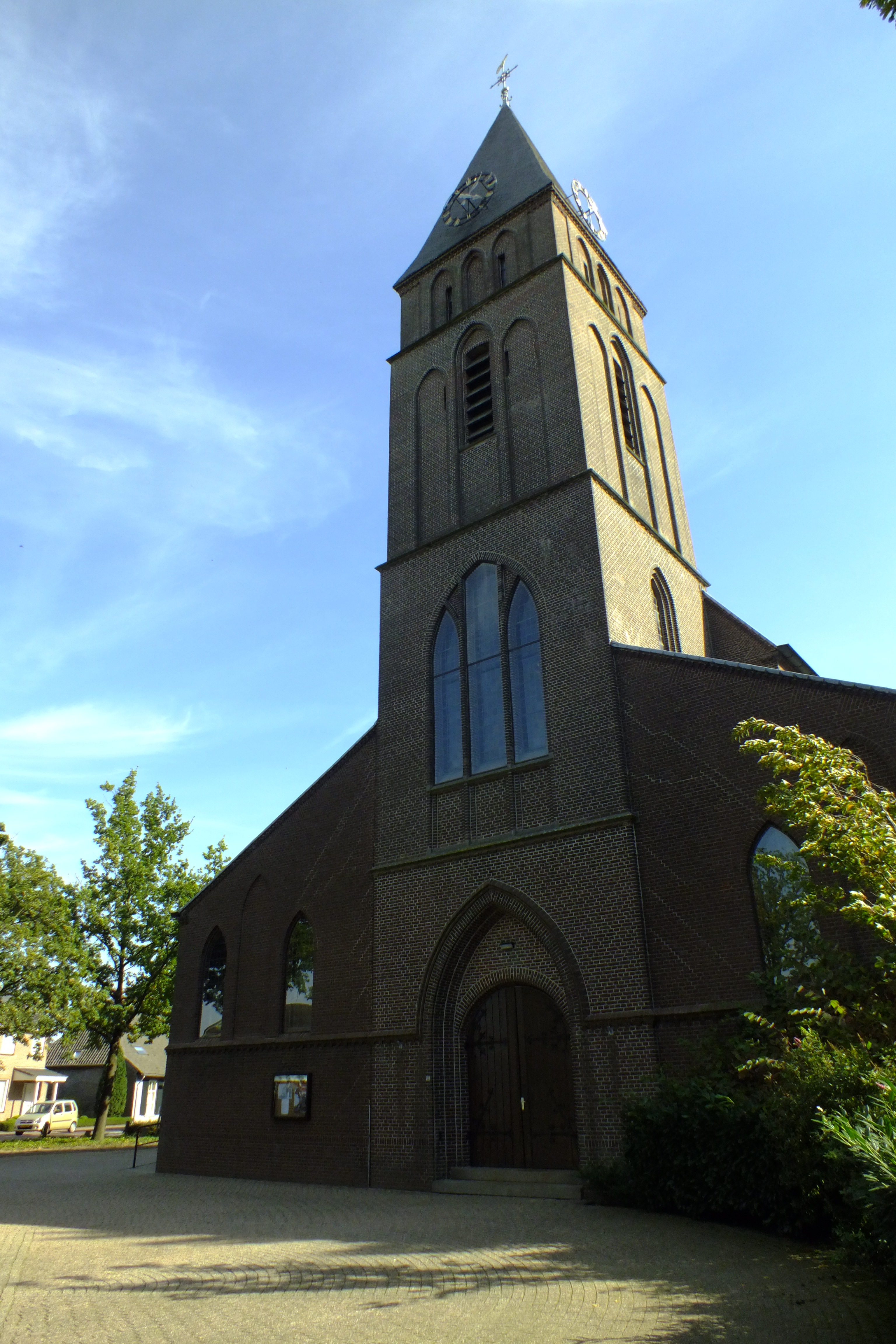
Sint-Lambertuskerk

De Sint-Lambertuskerk is de parochiekerk van de tot de Noord-Brabantse gemeente Sint-Michielsgestel behorende plaats Gemonde. Het gebouw is gelegen aan de Sint Lambertusweg 122.

## Geschiedenis
In Gemonde bestond een Sint-Lambertuskapel welke uit de 15e eeuw zou stammen en in 1824 werd gesloopt. Deze kapel stond op De Hogert, bij de begraafplaats ten noordwesten van de huidige kom. In 1959 werd daar een nieuwe Sint-Lambertuskapel opgericht.
In 1825 kwam een kerk in gebruik die op de plaats van de huidige kom was gesitueerd. Het was een waterstaatskerk met neogotische en neoclassicistische stijlkenmerken. De kerk bezat een Vollebregt-orgel uit 1848. De kerk had een voorgebouwde toren. In 1925 werd de kerk gesloopt omdat een nieuwe kerk gereed was gekomen.
In 1923-1924 was er ondertussen een nieuwe kerk gebouwd, naar ontwerp van Wolter te Riele.

## Gebouw
Het betreft een bakstenen basilicaal kerkgebouw in late neogotiek met ingebouwde toren. Deze toren is voorzien van een tentdak. In deze kerk werden een preekstoel en het Vollebregt-orgel uit de oude kerk opgenomen.